# Aéroport d'Owerri
L'aéroport d'Owerri (code IATA : QOW • code OACI : DNIM), aussi appelé Sam Mbakwe Airport en hommage à l'ancien gouverneur de l'État d'Imo Sam Mbakwe, est un aéroport desservant Owerri, la capitale de l'État d'Imo. Des vols internes desservent Abuja et Lagos. 

## Situation
| Uyo Katsina Owerri Asaba Kaduna Maiduguri Port · Harcourt Int. P. Harcourt · Ville Kano Lagos Abuja Sokoto Enugu Akure Bauchi Benin Dutse Ibadan Ilorin Jalingo Makurdi Calabar Warri Jos Yola |

## Compagnies et destinations
| Compagnies              | Destinations                             |
| ----------------------- | ---------------------------------------- |
| Air Peace               | Abuja-N. Azikiwe, Lagos-Murtala Muhammed |
| Arik Air                | Lagos-Murtala Muhammed                   |
| Azman Air               | Abuja-N. Azikiwe                         |
| United Nigeria Airlines | Abuja-N. Azikiwe                         |

Édité le 10/01/2020  Actualisé le 9/11/2023